# 凉山紫菀
凉山紫菀（学名：Aster taliangshanensis）为菊科紫菀属的植物，是中国的特有植物。分布于中国大陆的四川等地，生长于海拔2,500米至3,100米的地区，常生长在亚高山山坡林下、低山、草坡或路旁，目前已由人工引种栽培。